# فامیتسو
فامیتسو (به ژاپنی: ファミ通) مخفف ファミ فامی (پیشتر Famicom Tsushin)یک مجله اطلاع‌رسانی بازی‌های رایانه‌ای ژاپنی است که توسط شرکت انتربراین و توکوما شوتن منتشر می‌شود، پنج نسخه دارد Famitsū: Shūkan Famitsū, Famitsū PS, Famitsū Xbox, Famitsū Wii+DS، و Famitsū Wave DVD و مشهورترین مجله اطلاع‌رسانی بازی در ژاپن است.